# Rassocha (dopływ Popigaj)
Rassocha (ros. Рассоха, Rassocha) – rzeka w azjatyckiej części Rosji, w Kraju Krasnojarskim; lewy dopływ rzeki Popigaj. Długość 310 km; powierzchnia dorzecza 13 500 km².
Źródła na Płaskowyżu Anabarskim (w górnym biegu nazywana Nalim-Rassocha); płynie w kierunku północno-wschodnim, uchodzi do rzeki Popigaj w okolicy osiedla Popigaj. Zasilanie śniegowo-deszczowe; zamarza od października do czerwca.